# Saperda cretata
Saperda cretata es una especie de escarabajo longicornio del género Saperda, tribu Saperdini, subfamilia  Lamiinae. Fue descrita científicamente por Newman en 1838.

## Descripción
Mide 15-21 milímetros de longitud.

## Distribución
Se distribuye por Canadá y Estados Unidos.